# Corinna nossibeensis
Corinna nossibeensis är en spindelart som beskrevs av Embrik Strand 1907. Corinna nossibeensis ingår i släktet Corinna och familjen flinkspindlar.
Artens utbredningsområde är Madagaskar. Inga underarter finns listade i Catalogue of Life.